# Phước Hậu, Khánh Hòa
Phước Hậu là một xã thuộc tỉnh Khánh Hòa, Việt Nam.

## Lịch sử
Ngày 16 tháng 6 năm 2025, Ủy ban Thường vụ Quốc hội ban hành Nghị quyết số 1667/NQ-UBTVQH15 về việc sắp xếp các đơn vị hành chính cấp xã của tỉnh Khánh Hòa năm 2025 (nghị quyết có hiệu lực từ ngày 16 tháng 6 năm 2025). Theo đó, hợp nhất các xã Phước Vinh, Phước Sơn vào xã Phước Hậu.

## Địa lý
Xã Phước Hậu có ranh giới với các xã:
- Phía Bắc giáp xã Mỹ Sơn và phường Đô Vinh
- Phía Tây và phía Nam giáp xã Phước Hữu
- Phía Đông giáp xã Ninh Phước và phường Bảo An
- Phía Tây giáp xã Anh Dũng

Xã có diện tích 74,71 km², dân số năm 2025 là 49.465 người, mật độ dân số đạt 662 người/km².

## Hành chính
Xã Phước Hậu được chia thành 7 thôn: Phước Đồng 1 (Mblang Kacak 1), Phước Đồng 2 (Mblang Kacak 2), Hiếu Lễ (Cok), Chất Thường (Buoh Dana), Hoài Nhơn, Trường Xanh, Trường Thọ.

## Danh nhân
- Giáo sư tiến sĩ Po Dharma